# Saarpark-Center
Het Saarpark Center is een winkelcentrum in Neunkirchen (Saar) . Het wordt beheerd door ECE Projektmanagement GmbH & Co. KG in Hamburg.

## Geschiedenis
Na de ondergang van het Neunkircher Eisenwerks en de overname van het grootste deel van het oude terrein door de Kreisstadt, werden de meeste oude gebouwen gesloopt. Als gevolg hiervan werd nagedacht over de herstructurering en vernieuwing van het stadscentrum van Neunkirchen. Het stadscentrum moest naar het westen worden uitgebreid. Ten eerste kreeg het bedrijfsleven in Neunkirchen de mogelijkheid om een gezamenlijk winkelcentrum te bouwen en te exploiteren. Dit plan werd echter afgewezen. Uiteindelijk werd een investeerder gevonden in ECE Project Management in Hamburg. 
De bouwwerkzaamheden begonnen op 6 november 1987 en duurden bijna twee jaar. Het Saarpark-Center werd op 31 augustus 1989 ingehuldigd. In de Saarbrücker Zeitung werd een advertentie geplaatst waarop de toenmalige bondskanselier Helmut Kohl proostte op “Herr L.A. von Taine” en alle Saarlanders met een glas champagne en proostten op het nieuwe centrum. Het nieuws werd snel weerlegd door de bondskanselarij – het was nep. De centrumleiding verontschuldigde zich publiekelijk voor de mislukte grap. Het Saarpark-Center had destijds een verkoopoppervlakte van 28.000 m².
Een uitbreiding tot 33.500 m² werd later in gebruik genomen en in oktober 1999 geopend. In 2009 werd het centrum verbouwd en gemoderniseerd. In 2014 vond een twee weken durende viering van het 25-jarig jubileum plaats. Sprekers waren onder meer de premier van Saarland Annegret Kramp-Karrenbauer, de toenmalige districtsbestuurder Cornelia Hoffmann-Bethscheider, burgemeester Jürgen Fried en zijn voorganger Friedrich Decker. Andere gasten waren onder meer voetballer Stefan Kuntz, de twee muzikale acteurs Axel Herrig en Aino Laos en de Nederlandse presentator Harry Wijnvoord. Filmmaker Hans-Günther Ludwig maakte een beeldfilm van 25 minuten. 

## Locatie
Het Saarpark Center ligt in het centrum van Neunkirchen en is bereikbaar met het lokale openbaar vervoer van Neunkircher Verkehrs-Gesellschaft . Het beschikt over drie parkeergarages met 1.600 parkeerplaatsen. De winkels zijn verdeeld over twee verdiepingen en beslaan 33.500 m² verkoopoppervlak met 130 speciaalzaken. Er werken ongeveer 1.200 mensen in het winkelcentrum. 